# Zikanapis brethesi
Zikanapis brethesi är en biart som beskrevs av Compagnucci 2006. Zikanapis brethesi ingår i släktet Zikanapis och familjen korttungebin. Inga underarter finns listade i Catalogue of Life.